# Krásna Lúka
Krásna Lúka este o comună slovacă, aflată în districtul Sabinov din regiunea Prešov. Localitatea se află la altitudinea de 555 m deasupra n.m., se întinde pe o suprafață de 11,03 km2 și în 2017 număra 687 de locuitori.

## Istoric
Localitatea Krásna Lúka este atestată documentar din 1329.

## Demografie
| An:                | 1994 | 2004   | 2014   | 2024   |
| ------------------ | ---- | ------ | ------ | ------ |
| Număr de persoane: | 692  | 743    | 705    | 647    |
| Diferență:         |      | +7,36% | −5,11% | −8,22% |

| An:                | 2023 | 2024   |
| ------------------ | ---- | ------ |
| Număr de persoane: | 640  | 647    |
| Diferență:         |      | +1,09% |